# Johann Ludwig I. von Sulz
Johann Ludwig I. von Sulz († 1547) war Landgraf im Klettgau, Spanischer Rat und Statthalter in Vorderösterreich aus dem Geschlecht der Grafen von Sulz.

## Leben
Johann Ludwig war der Sohn des Rudolf V. von Sulz und der Margaretha von Sonnenberg. Er erbaute neben dem im Schweizerkrieg zerstörten alten Schloss das neue Schloss Tiengen. Nach dem Bauernkrieg befestigte er mit hohen Kosten die Küssaburg neu. Er heiratete 1523 Elisabeth von Zweibrücken-Lichtenberg († 8. März 1575), eine Tochter des Grafen Reinhard von Zweibrücken, Herren von Bitsch und Lichtenberg, und seiner Gemahlin Anna von Dhaun. Sie hatten drei Söhne:
- Wilhelm († 1565) ⚭ Kleopha von Baden

- Rudolf († 1552) ⚭ Maria von Hohenstein, sie heiratete als Witwe am 10. Juli 1558 Graf Quirin Gangolf zu Hohengeroldseck in Engen und hatten den einzigen Sohn, Graf Jacob zu Hohengeroldseck und Sulz (gest. 1634) er heiratete 1584 Barbara von Rappoltstein der Tochter des Egenolf zu Rappoltstein. Ihre einzige Erbtochter war Anna Maria zu Geroldseck und Sulz, sie war in erster Ehe mit Graf Friedrich zu Solms verheiratet nach dessen Tod blieb sie auf der Burg Hohengeroldseck, bis sie im September 1635 durch das Haus Österreich zwangsgeräumt wurde. In zweiter Ehe heiratete sie 1644 den Markgraf Friedrich V. und setzte ihn zum Erben (1649) ein.

- Alwig († 1572) ⚭ 1556 Barbara von Helfenstein-Wiesensteig, sie hatten drei Söhne (Rudolf, Karl Ludwig, und Christoph)